# مارغريت هاغن
مارغريت هاغن (بالألمانية: Margarete Haagen)‏ هي ممثلة ألمانية، ولدت في 29 نوفمبر 1889 في نورنبرغ في ألمانيا، وتوفيت في 19 نوفمبر 1966 في ميونخ في ألمانيا.

## وصلات خارجية
- مارغريت هاغن على موقع IMDb (الإنجليزية)
- مارغريت هاغن على موقع مونزينجر (الألمانية)
- مارغريت هاغن على موقع ألو سيني (الفرنسية)
- مارغريت هاغن على موقع أول موفي (الإنجليزية)
- مارغريت هاغن على موقع قاعدة بيانات الأفلام السويدية (السويدية)
- مارغريت هاغن على موقع قاعدة بيانات الفيلم (الإنجليزية)
- مارغريت هاغن على موقع كينوبويسك (الروسية)